# Chloe Martin
Chloe Martin es una deportista británica que compitió en vela en la clase Laser Radial. Ganó una medalla de bronce en el Campeonato Europeo de Laser Radial de 2014.

## Palmarés internacional
| \| Campeonato Europeo \| Campeonato Europeo \| Campeonato Europeo \| Campeonato Europeo \| \| Año \| Lugar \| Medalla \| Clase \| \| ------------------ \| ------------------ \| ------------------ \| ------------------ \| \| 2014 \| Split (Croacia) \| Medalla de bronce \| Laser Radial \| |                 |                   |              |
| Campeonato Europeo |                 |                   |              |
| Año | Lugar           | Medalla           | Clase        |
| 2014 | Split (Croacia) | Medalla de bronce | Laser Radial |